# Список заслуженных тренеров СССР (хоккей с мячом и хоккей на траве)
Почётное спортивное звание, присваивалось в 1956-1992 годах.
В данный список включены персоналии, получившие звание «заслуженный тренер СССР» за достижения в области хоккея с мячом и хоккея на траве.
| 1957 год |                                  |            |  |                |            |  |  |
| 1        | Балдин Иван Иванович             | ??.05.1957 |  | хоккей с мячом | Свердловск |  |  |
| 2        | Виноградов Всеволод Алексеевич   | ??.05.1957 |  | хоккей с мячом | Москва     |  |  |
| 3        | Меньшиков Владимир Александрович | ??.05.1957 |  | хоккей с мячом | Москва     |  |  |

## 1963
- Трофимов, Василий Дмитриевич

## 1967
- Мкртычан, Григорий Мкртычевич

## 1973
- Айрих, Эдуард Фердинандович
- Мельников, Анатолий Георгиевич
- Панин, Анатолий Григорьевич
- Эдукарьянц, Сергей Макарович

## 1974
- Стриганов, Александр Гаврилович

## 1975
- Байбулов, Казбек Давлетбекович
- Давыдов, Иван Александрович

## 1977
- Ханин, Михаил Павлович

## 1979
- Малахов, Игорь Митрофанович

## 1980
- Фокин, Юрий Ефимович

## 1981
- Непомнющий, Юрий Пинхасович

## 1984
- Атаманычев, Валентин Иванович (хоккей на траве)
- Казанцев, Борис Прокопьевич (хоккей на траве)
- Осинцев, Михаил Семёнович (хоккей на траве)

## 1985
- Васильев, Юрий Андрианович
- Манкос, Евгений Георгиевич
- Папугин, Евгений Михайлович
- Соловьёв, Вячеслав Евгеньевич

## 1991
- Ломанов, Виктор Иванович
- Янко, Владимир Владимирович

## неизв.
- Ким, Мириман Дмитриевич (хоккей на траве)